# Micho Rutare
Micho Rutare est un réalisateur, scénariste et acteur américain.

## Carrière

### Débuts
Rutare arrive dans le monde du cinéma en 2008 en jouant un petit rôle dans le film Street Racer de la société The Asylum. Il reste dans les petits papiers du studio spécialisé dans les films à petits budgets et signe, l'année suivante avec Brian Brinkman, le scénario du film Dragonquest.

### Premiers films
En 2010, Rutare fait ses premiers pas comme réalisateur. En effet, il retrouve Brian Brinkman au scénario et réalise le film catastrophe Meteor Apocalypse, toujours pour The Asylum. Il y fait même une courte apparition. Plus tard dans l'année, il collabore à l'écriture du scénario de Mega Shark versus Crocosaurus.
Rutare se voit confier ensuite la réalisation du film Adopting Terror. Il y écrit d'ailleurs le scénario avec le novice Nik Frank-Lehrer.

## Filmographie
- Comme réalisateur :
  - 2010 : Meteor Apocalypse
  - 2012 : Adoption à risques (Adopting Terror) (TV)
  - 2016 : Un tueur sur le campus (#FollowFriday) (TV)

- Comme scénariste :
  - 2009 : Dragonquest
  - 2010 : Meteor Apocalypse
  - 2011 : Mega Shark versus Crocosaurus
  - 2012 : Adoption à risques (Adopting Terror) (TV)
  - 2012 : Bigfoot (TV)
  - 2015 : Z Nation (5 épisodes)
  - 2016 : Un tueur sur le campus (#FollowFriday) (TV)

- Comme acteur :
  - 2008 : Street Racer : Un pilote
  - 2010 : Meteor Apocalypse : Le président

- Comme producteur :
  - 2012 : Adoption à risques (Adopting Terror) (TV)